# Styloleptus atrovittatus
Styloleptus atrovittatus är en skalbaggsart som först beskrevs av Fisher 1925.  Styloleptus atrovittatus ingår i släktet Styloleptus och familjen långhorningar.
Artens utbredningsområde är Kuba. Inga underarter finns listade i Catalogue of Life.